# USS Belleau Wood (LHA-3)
El USS Belleau Wood (LHA -3), apodado Devil Dog, fue un buque de asalto anfibio de la clase Tarawa perteneciente a la Armada de Estados Unidos, fue el segundo buque nombrado en honor de la batalla de Belleau Wood ocurrida en la Primera Guerra Mundial. Fue puesto en grada el 5 de marzo de 1973 en los astilleros de Ingalls Shipbuilding, Pascagoula, Misisipi, fue botado el 11 de abril de 1977 y asignado el 23 de septiembre de 1978 siendo su primer Comandante el capitán Ted C. Steele.

## Historia

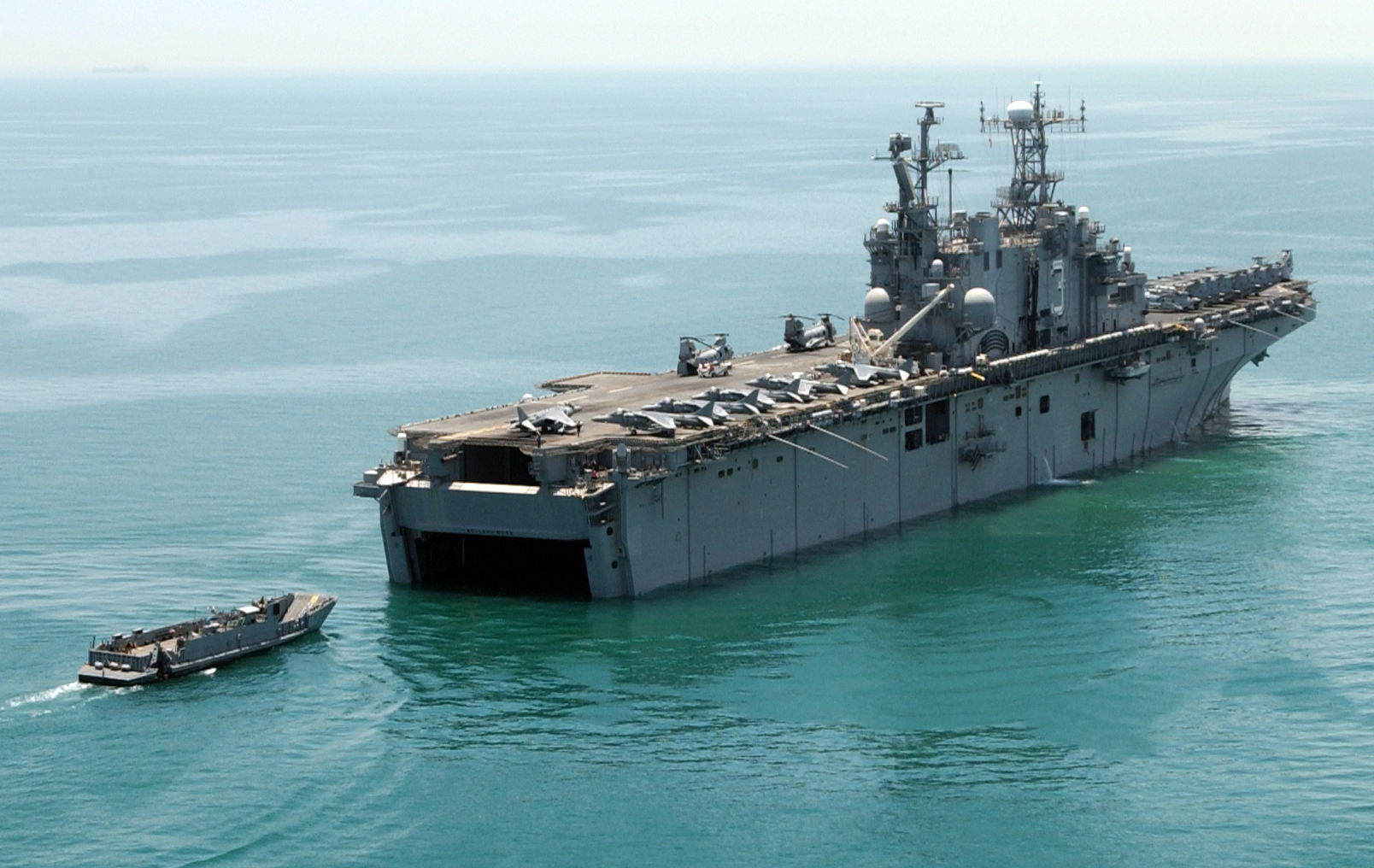
Una lancha de desembarco regresando al dique inundable del USS Belleau Wood, año 2004.

El USS Belleau Wood participó en su primer gran despliegue en enero de 1981, es mismo año el buque rescató a 150 refugiados vietnamitas, por esta acción se le concedió la Medalla del Servicio Humanitario.   
El 4 de octubre de 1989, fue la sede del Ministerio de Defensa de los Estados Unidos y del embajador de la Unión Soviética, durante la visita del Ministro de Defensa soviético a los Estados Unidos.
Zarpó el 31 de agosto de 1992, de San Diego, California, rumbo a su nuevo puerto base en Sasebo, Japón. Durante el viaje participó en ayuda de la población de Kauai, Hawái tras el paso del Huracán Iniki. Por esta acción recibió su segunda Medalla del Servicio Humanitario.
Tras su llegada a Japón, el buque participó en varios ejercicios conjuntos con buques de otros países; Valiant Useher en Australia, Team Spirt en Corea del Sur, Cobra Gold en Tailandia; también participó en los actos del 50 aniversario de la finalización de la Segunda Guerra Mundial, celebrados en Guam y Filipinas. En 1995 fue enviado a las costas de Somalia como buque de mando de la Operación  United Shield. 
En julio de 2000, el USS Belleau Wood participó en el mayor cambio de tripulación efectuado hasta la fecha cuando fue relevado como buque de asalto anfibio avanzado. El procedimiento comenzó con la llegada del USS Essex (LHD-2) a Sasebo el 13 de julio de ese año. El intercambio fue parte de la rotación de las fuerzas navales estadounidenses desplegadas en Japón, las tripulaciones de ambos buques simplemente cambiaron sus puestos, reduciendo así al mínimo el impacto de puerto base a puerto base, el personal del Belleau Wood se trasladó al Essex, quedando este buque en Sasebo, y la tripulación del Essex se trasladó al Belleau Wood, y pusieron rumbo a San Diego.

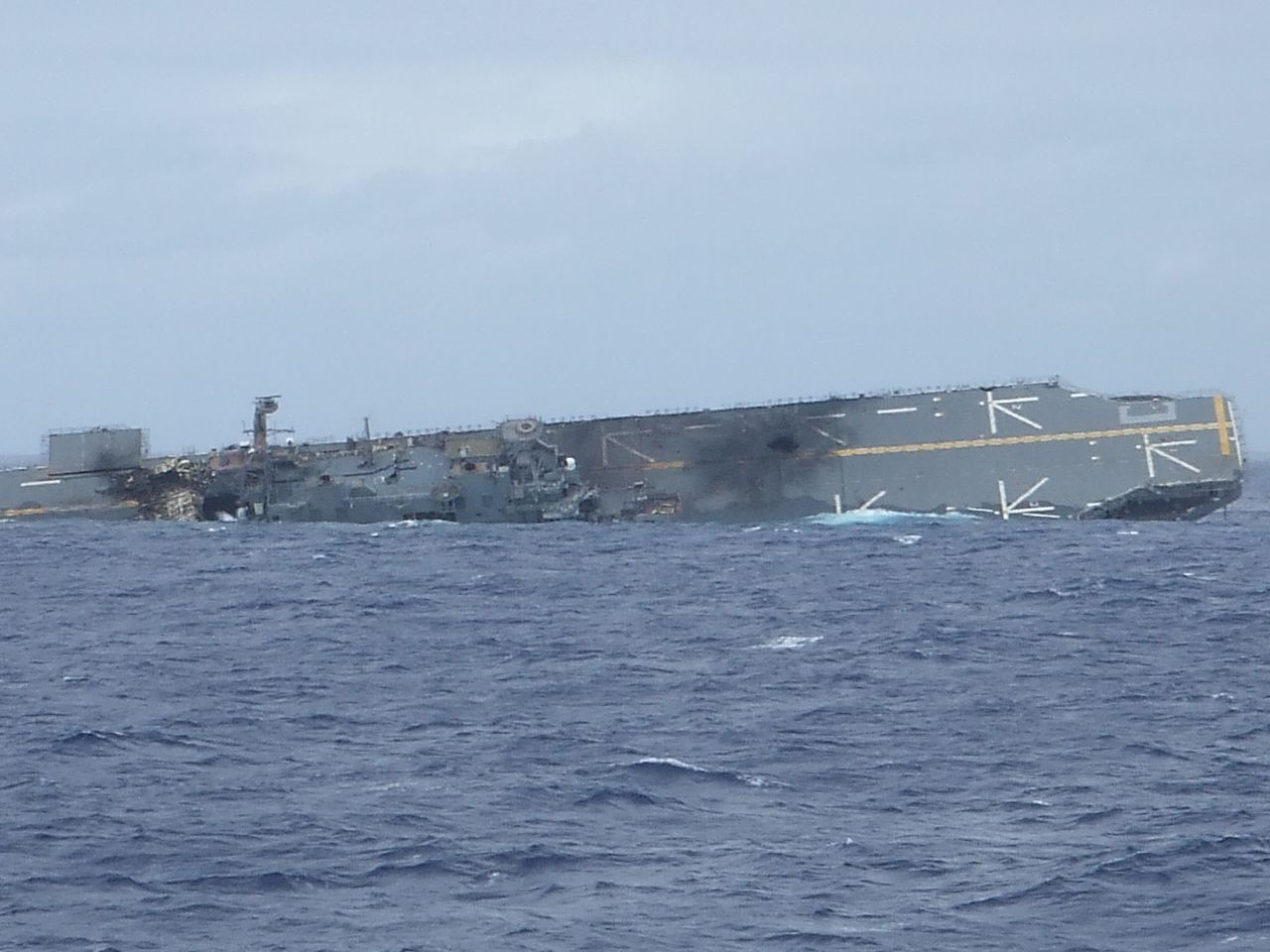
El Belleau Wood se voltea y se hunde tras su uso como blanco naval de fuego real en los ejercicios RIMPAC de 2006.

De mayo a octubre de 2004, fue desplegado en el Pacífico Occidental y el Océano Índico como parte del Grupo Expedicionario de Combate Tres (Expeditionary Strike Group Three) en apoyo de la Guerra contra el terrorismo, al mando del grupo de combate se encontraba el brigadier general Joseph V. Medina de los Marines; actuando el Belleau Wood como buque insignia; siendo esta la primera vez que un marine comandaba un grupo de combate y buques de guerra de la Armada estadounidense.
El 28 de octubre de 2005 fue dado de baja en la armada. Fue hundido como barco objetivo cerca de las costas de Hawái, como parte de los ejercicios RIMPAC 2006, el 13 de julio de 2006.